# Pavičiči
Pavičiči – wieś w Słowenii, w gminie Črnomelj. W 2018 roku liczyła 22 mieszkańców.